# Ostropomycetidae
De Ostropomycetidae vormen een subklasse van de klasse der Lecanoromycetes.
Tot deze subklasse behoren bepaalde ordes van korstmossen.

## Taxonomie
De taxonomische indeling van de Ostropomycetidae is als volgt:
Subklasse: Ostropomycetidae
- Orde: Arctomiales
  - Familie: Arctomiaceae
- Orde: Baeomycetales
  - Familie: Baeomycetaceae
  - Familie: Cameroniaceae
  - Familie: Protothelenellaceae
- Orde: Gyalectales
  - Familie: Gyalectaceae (voorheen Gyalectales)
- Orde: Ostropales
  - Familie: Coenogoniaceae (voorheen Gyalectales)
  - Familie: Diploschistaceae (voorheen Graphidales)
  - Familie: Fissurinaceae (voorheen Graphidales)
  - Familie: Gomphillaceae (voorheen Graphidales)
  - Familie: Graphidaceae (voorheen Graphidales)
  - Familie: Odontotremataceae
  - Familie: Phaneromycetaceae
  - Familie: Phlyctidaceae (voorheen Gyalectales)
  - Familie: Redonographaceae (voorheen Graphidales)
  - Familie: Sagiolechiaceae (voorheen Gyalectales)
  - Familie: Spirographaceae
  - Familie: Stictidaceae
  - Familie: Thelenellaceae
- Orde: Pertusariales
  - Familie: Agyriaceae
  - Familie: Coccotremataceae
  - Familie: Icmadophilaceae
  - Familie: Megasporaceae
  - Familie: Microcaliciaceae
  - Familie: Ochrolechiaceae
  - Familie: Pertusariaceae
  - Familie: Varicellariaceae
  - Familie: Variolariaceae
- Orde: Schaereriales
  - Familie: Schaereriaceae

De volgende families zijn incertae sedis geplaatst in deze subklasse:
- Trapeliaceae
- Xylographaceae

De volgende geslachten zijn incertae sedis geplaatst in deze subklasse:
- Aspilidea
- Bachmanniomyces
- Dictyocatenulata
- Pleiopatella